# Конституция Аргентины 1819 года

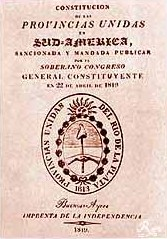
Аргентинская Конституция 1819 года.

Конституция Аргентины 1819 года была конституцией, подготовленной на Конгрессе Тукумана в 1819 году. Этому способствовала провинция Буэнос-Айрес, но проект был отвергнут другими провинциями и не вступил в силу.

## Санкция
Конгресс в Тукумане переехал в Буэнос-Айрес, после приняв декларацию Независимости Аргентины в Сан-Мигель-де-Тукуман. Проект был основан на различном опыте, в том числе зарубежных конституций, таких как США, Франция или Испания. Она была написана Хосе Мариано Серрано, Диего Эстанислао Zavaleta, Теодоро Санчес де Бустаманте, Хуан Хосе Пасо и Антонио Саенс.

## Содержание
Конституция предусматривала разделение властей на три самостоятельных ветви, исполнительной властью должен был руководить «Верховный директор», который должен бы был избираться большинством голосов на совместном заседании палат Конгресса. Этот человек должен был служить 5 лет на своему посту. Под формой правления, установленной Конституцией, следует понимать монархию. Предпринимались попытки короновать Бурбона- короля Соединенных провинций. Он мог бы иметь полномочия назначать губернаторов провинций.
Законодательную власть необходимо было осуществлять через Конгресс, состоящий из двух палат; одна из сенаторов, а другая из депутатов. Кроме того, создаются квоты на определённое число сенаторов от провинций, являющихся военными(звание полковника или выше), епископа, священников, представителей всех университетов, бывший Верховный директор. Сенаторы и депутаты должны были доказать владение $8000 и $4000 соответственно. Палата депутатов должна была иметь инициативу в вопросах, связанных с налогами.

## Реакция
Конституция была опубликована 25 мая 1819 года. Она был сразу отвергнута провинциями, которые начали войну против Верховного Директорства. Большая часть провинций отказываются помогать и уже уменьшенные войска Верховного директора Хосе Рондо были разгромлены 1 февраля 1820 года в Битве при Сепеде. Таким образом, Конституция 1819 года была отменена.